# 細尾長尾鯊
細尾長尾鯊（學名：Alopias vulpinus），又名狐形長尾鯊或狐鮫，是軟骨魚綱板鰓亞綱鼠鯊目長尾鯊科的一種。

## 分布
本魚分布於全球各大洋熱帶海域。

## 深度
水深0至550公尺。

## 特徵
本魚體延長，眼小，頂端狹窄的胸鰭，一個頂端狹窄的尾鰭，胸鰭基底上的一個顯著的白色斑塊。第二背鰭起源在腹鰭的後頂端正後方。尾鰭上葉非常長而帶狀的, 大約與或一樣長長度超過其他鯊魚的長度；下葉短但是發展良好。牠的身體呈褐色或灰色，腹部呈白色。牠們可以生長達2.5尺長及750磅重。

## 生態
本魚棲息於大陸棚、近海，經常會成群或成對的獵食，用牠們的尾巴來擊暈獵物。牠們主要食其他的魚類及魷魚，亦有捕食海鳥的情況。

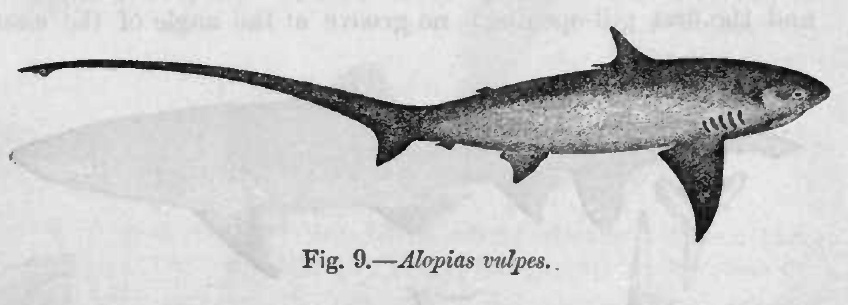
細尾長尾鯊的繪圖

細尾長尾鯊經常的遷徙，在春天會向北游繁殖。牠們是卵生的，每胎約有2至6頭幼鯊，出生時達5尺長。

## 經濟利用
細尾長尾鯊在很多國家都是食物及競技魚類。牠們的皮會被製成皮革。牠們對人類沒有危害，但卻因經常被漁網所纏住，成為了鯖魚漁民的滋擾。除了人類之外，已知並沒有獵食細尾長尾鯊的動物。

## 外部連結
- Florida Museum of Natural History biological profile（页面存档备份，存于）
- Marinebio.org fact sheet
- Fisheries Global Information System (FIGIS) species fact sheet （页面存档备份，存于）
- Southwest Fisheries Science Center fact sheet